# 쉬딩전
쉬딩전(중국어 정체자: 徐定禎, 병음: Xú Dìngzhēn, 한자음: 서정정, 1969년 4월 16일~)은 중화민국의 정치인이다. 먀오리현 터우펀시 출신다. 그는 상임 공무원이자 토지 관리인입니다. 현재 대만 중소기업공동지도기금회 이사장입니다.